# Седьмая поправка к Конституции США

Официальный текст Билля о правах

Седьмая поправка к Конституции США — часть Билля о правах, утверждающая право на суд присяжных в некоторых гражданских делах. Верховный суд США считает, что данная поправка не делает обязательным суд присяжных в гражданских делах в отдельных штатах — это право касается лишь федерального уровня правосудия. Тем не менее, в деле «Правосудие против Мюррей» Верховный суд принял решение о том, что положение о невозможности пересмотра фактов, установленных судом присяжных, касается судов всех уровней.

## Текст
Во всех исковых производствах, основанных на общем праве, где оспариваемая цена иска превышает двадцать долларов, сохраняется право на суд присяжных; ни один факт, рассмотренный присяжными, не может быть пересмотрен каким-либо судом Соединенных Штатов иначе, как в соответствии с нормами общего права.

## История возникновения
Перед «славной революцией» 1688 года английские судьи представляли себя как «львы, лежащие под Троном», то есть служители Короля. Поскольку английские судьи обладали властью лишь до тех пор, пока это было угодно королю, их решения не всегда были беспристрастны, особенно, когда процесс касался интересов короны. Присяжные были механизмом, направленным против тирании, поскольку они имели право не следовать инструкциям судьи и, в принципе, отвергать даже волю короля. Как писал Вильям Блэкстон «Наиболее важная свобода, которой может пользоваться каждый, является то, что его собственность, свобода или жизнь не могут быть отняты без единогласного решения двенадцати равных ему людей».
В 1701 году английские судьи обрели независимость от Короны. Однако, колониальные судьи продолжали назначаться и увольняться Королём по его усмотрению. Король Георг III отменил право на суд присяжных в колониях, что стало одним из поводом для революции. Основатели США очень боялись несправедливого судопроизводства, потому включили право на суд присяжных в Билль о правах, тем самым лишив будущих законодателей возможности ограничить это право.
Как сказано об одном из решений Верховного суда США «Право на суд присяжных — это основополагающий закон, освященный Конституцией, и закон не может отменить его». Суд присяжных стал механизмом, ликвидирующим аристократию и связанное с ней социальное неравенство.

«Независимое отправление правосудия — это гарантия защиты человека и его собственности. Тем не менее, если доверить правосудие лишь назначаемым судьям, то в силу того, что их будут назначать высшие чиновники государства сами судьи будут предвзяты, когда дело будет касаться государства. Это человеческая природа. Любой назначенный судья, имеющий право судить о фактах — это шаг к аристократии и тирании правительства».
По мнению авторов поправки, пожизненно назначенный судья может быть подкуплен, на него могут повлиять представители парламента или исполнительной власти, он может, со временем, перестать быть независимым и беспристрастным. Хотя с присяжным может случится то же, но коррумпированность одного присяжного не так опасна, как коррумпированность судьи, имеющего право судить как о законе, так и о фактах.

## Пересмотр фактов
Согласно седьмой поправке факты, признанные жюри присяжных, не могут быть пересмотрены судами США. Данное положение запрещает всем судам пересматривать и отвергать фактические обстоятельства дела, установленные жюри присяжных, если только этот вердикт не является очевидно ошибочным. Вердикт, связанный с вопросами права, однако, может быть пересмотрен в порядке апелляции. Единственным способом пересмотра вердикта жюри присяжных может быть проведение нового процесса в случае, если апелляционный суд решит, что во время проведения процесса были грубо нарушены нормы процессуального права, что могло привести к вынесению неверного вердикта. Поправка касается не только федеральных судов, но и судов штатов.
Судья может отклонить вердикт присяжных в случае, если он очевидно противоречит обстоятельствам дела. Однако, он не может вынести собственный вердикт, а может лишь назначить повторное рассмотрение дела с другим составом жюри. Судья может принять решение без вердикта лишь в случае, когда закон устанавливает совершенно четкий и однозначный способ решения дела и при этом факты в деле не оспариваются.

## Цена иска
Сумма в 20 долларов никогда не пересматривалась и не индексировалась. Тем не менее, федеральные суды не рассматривают дела со столь низкой ценой иска. Согласно параграфу 1332 Раздела 28 Кодекса США минимальная сумма иска, который может рассматривать федеральный суд, составляет 75 000 долларов.